# Colegiul regal „Henry-le-Grand”
Colegiul regal „Henry-le-Grand” a fost înființat la 3 septembrie 1603 de către regele Henri al IV-lea al Franței.